# Gyula Zaránd
Dans le nom hongrois Zaránd Gyula, le nom de famille précède le prénom, mais cet article utilise l’ordre habituel en français Gyula Zaránd, où le prénom précède le nom.

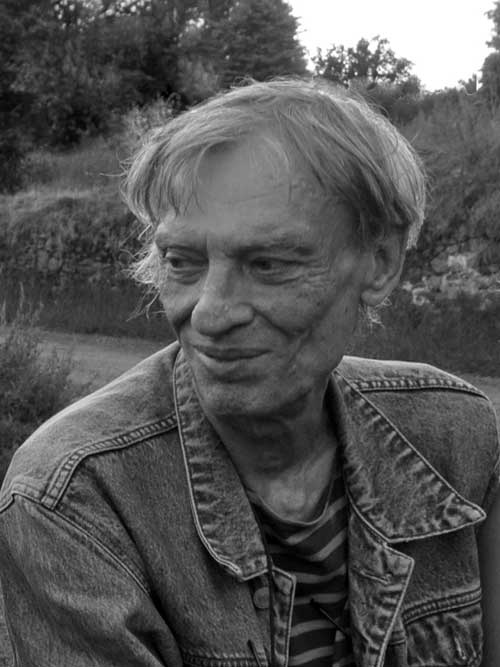
Gyula Zarand à Paris en 2010.

Gyula Zaránd est un photographe franco-hongrois né le 23 avril 1943 à Budapest et mort le 13 janvier 2020 à Puteaux.

## Biographie
Gyula Zaránd s'initie à la photographie dès l'âge de 15 ans sur les traces de son grand père et de ses deux parents déjà photographes. Il obtient son diplôme de l'école de photographie où il suit les enseignement de Balla Demeter et de l'école supérieure de journalisme de Budapest et rentre comme reporter-photographe au magazine Tükör.
Son travail de photographe révèle son intérêt sociologique et humaniste sur les malaises sociaux et politiques qui traversent la Hongrie après 1956.
Les hôpitaux psychiatriques, les adultes marginalisés, les enfants des rues, l'alcoolisme, deviennent ses sujets d'inspirations.
Certaines de ses images considérées comme subversives, n'ont pas échappé à la censure de l'époque et n'ont pas été publiées dans son pays. Il quitte définitivement la Hongrie pour s'installer à Paris en 1971.
En 1987, une série importante de ses photographies (période 1958-1971) a été acquise par le Musée d'Art Moderne de la Ville de Paris.
Gyula Zaránd meurt à Puteaux le 13 janvier 2020, à l’âge de 76 ans.

## Expositions
Parmi les expositions les plus marquantes on peut citer : 
- 1963 : l'exposition Csontvàry, Musée des Beaux-Arts de Budapest.
- 1985 : Paris et les Français, galerie Mücsarnok, Budapest.
- Enfants Vagabonds, Centre Pompidou, Paris[4].
- 1990 : Trois générations de photographes hongrois, L'Hôpital Éphémère, Paris.
- 2007 : 
  - Utopie Perdue, série de photographies de Gyula Zarand sur la chute et l'abandon des symboles du régime communiste en Hongrie et dans les pays de l'Est" 2007[5] exposition, organisée par le 1er  Parcours Parisien de la Photographie à la Librairie Mazarine à  Paris)[5] et visible à la maison hongroise des photographes de Budapest[2].
  - La Hongrie Année 60, Étampes.
- novembre-décembre 2023, dans le cadre de Paris Photo : Gyula Zaránd : Budapest-Paris, 1963-2001, Galerie Olivier Waltman, Paris[6].

## Publications
- Henri Vincenot (photogr. Gyula Zarand), Ma Bourgogne : le toit du monde occidental, éditions Universitaires Jean-Pierre Delarge, coll. « Terres de Mémoire », 1979 (ISBN 2-7113-0156-7).
- Patrick Reumaux (photogr. Gyula Zarand), André Dhotel : Interview et bibliographie, éditions Universitaires Jean-Pierre Delarge, coll. « Terres de Mémoire », 1979 (ISBN 978-2-7113-0134-8).
- (fr + hu) Gyula Zarand, Díszlépés Pas de parade : Válogatás 45 év fényképeiből  45 années de photographies, Folpress, 2006, 212 p. (ISBN 963-87098-5-5)[7].
- Gyula Zarand et Sylvestre Clancier, Sur les pas de Maigret, Editions du Polar, coll. « Sur les pas de... », 2009 (ISBN 978-2-35568-044-1)[8].
- Gyula Zarand : « L'Utopie » (des années 60 en Hongrie) Port Folio Éditions « Chez Higgins ». 15 photographies argentiques, signées et numérotées, tirages limités à 30 exemplaires. 2007

## Articles
Gyula Zaránd est issu d'une famille de photographes que l'écrivain, collectionneur et critique d'art Bernard Lamarche-Vadel a décrite dans un de ses articles « Trois regards sur le XXe. siècle hongrois »,.